# Karel Nový

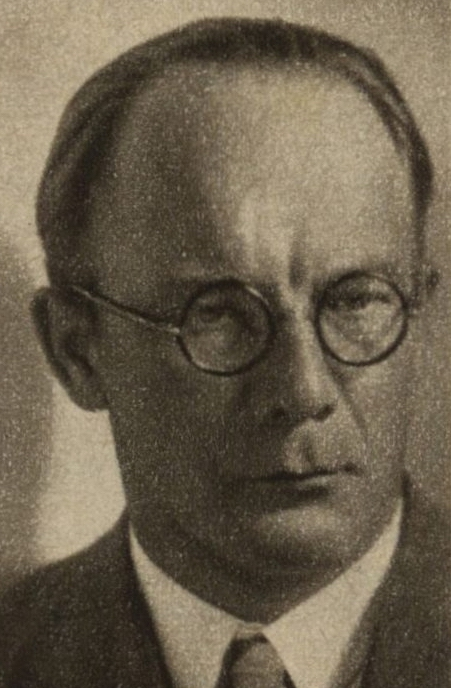
Karel Nový

Karel Nový (* 8. Dezember 1890 als Karel Novák in Benešov (Beneschau); † 23. November 1980 in Prag) war ein tschechischer Schriftsteller und Journalist.

## Leben
Novy stammte aus armen Verhältnissen. Nach dem Besuch des Gymnasiums in seinem Geburtsort, blieb er zeitlebens in der Region. Unterbrochen wurde sein Aufenthalt während des Zweiten Weltkrieges. Nach seiner Gefangennahme wurde er im Konzentrationslager inhaftiert.

## Werke
Der Schriftsteller und Journalist veröffentlichte seit 1919 regelmäßig Romane, seit 1927 eine Trilogie über die Region, in der er lebte. Seine Werke zeichnen eine zarte Lyrik und Liebesszenen sowie seine Zuneigung zum armen Volk aus. Sein Buch Wir wollen Leben (Chceme žít) beschreibt die Arbeitslosigkeit der 30er Jahre und wurde mit Emil František Burian verfilmt. Im Roman Ritter und Wegelagerer beschreibt er die Revolte gegen die Rosenberger in der Vor-Hussitenzeit. Spätere Werke, vor allem diejenigen, in denen er sich mit sozialen Problemen beschäftigte, gehören der Sparte des kritischen Realismus an. Seine sozialkritischen Romane und Erzählungen thematisieren den Kampf der Arbeiterklasse für eine neue Ordnung und eine gerechte Zukunft.

### In deutscher Sprache publizierte Werke
- Eisvögel
- Der Fischer von der blauen Bucht (Rybaříci na modré zátoce) – 1967, Jugendbuch
- Das Attentat (Atentát auch Sarajevský atentát), 1964, ist eine versuchte Beschreibung der Attentäter Gavrilo Princip und Nedeljko Čabrinović als patriotische Helden. Der Autor zeigt hier offen seine Antipathien gegenüber Franz Ferdinand von Österreich-Este.